# شهر عریان
شهر عریان یا شهر برهنه (به انگلیسی: The Naked City) فیلمی محصول سال ۱۹۴۸ و به کارگردانی ژول داسن است. در این فیلم بازیگرانی همچون بری فیتزجرالد، هاوارد داف، دوروتی هارت، دان تیلور، فرانک کانروی، اینید مارکی و تد ده کورسیا ایفای نقش کرده‌اند.